# 朱利亚诺·德·美第奇
朱利亚诺·迪·皮耶罗·德·美第奇（義大利語：Giuliano di Piero de' Medici，1453年10月28日—1478年4月26日）是“痛风者”皮耶罗一世·德·美第奇的次子。在其父去世后，他和兄长洛伦佐·德·美第奇一起统治佛罗伦萨。
1478年复活节，发生图谋推翻美第奇家族统治的帕齐阴谋，朱利亚诺身中19刀当场死亡。
他的私生子朱利奥由其兄羅倫佐收养长大，后来成为教皇克雷芒七世。他的姪子喬凡尼進入天主教會，後來成為了教皇利奧十世。
| 前任： 皮耶罗一世·德·美第奇 | 佛罗伦萨僭主 1469年—1478年 与洛伦佐·德·美第奇共同统治 | 繼任： 洛伦佐·德·美第奇 |